# Paradaxata alboplagiata
Paradaxata alboplagiata là một loài bọ cánh cứng trong họ Cerambycidae.